# Крндия
Крндия (хорв. Krndija) — горная система в западной Славонии на востоке Хорватии. Наивысшей точкой Крндии является вершина Каповац (Капавац), достигающая высоты в 792 метра.
Крндия расположена на территории жупании Пошешко-Славонска, к юго-востоку от гор Папук и простирается на 30 километров с северо-запада на юго-восток. На севере от неё находятся города Ораховица и Нашице, на юге — Кутьево, на востоке — Джяково. На западе Крндия отделена от Папука горным перевалом, через который проходит дорога Ораховица — Кутьево, восточную границу цепи установить сложно — Крндия постепенно понижается и в районе Джяково плавно переходит в равнину.